# Jérôme Alonzo
Jerome Alonzo (Menton, 20 de novembro 1972) é um futebolista francês. Atua na posição de goleiro no FC Nantes. É filho de Pierre Alonzo, ex-treinador de PSG.

## Carreira
- 1990-1995 Campeonato Francês:   OGC Nice: 7 partidas no campeonato.
- 1995-1997 Campeonato Francês:   Olympique de Marseille: 45 partidas no campeonato.
- 1997-2001 Campeonato Francês:   AS Saint-Etienne: 100 partidas no campeonato.
- 2001-2008 Campeonato Francês:   PSG FC: 94 partidas.
- 2008- Campeonato Francês:  FC Nantes

## Palmarés
Com o  PSG:
- Vice-Campeão da França: 2004
- Copa da França
  - Vencedor: 2004, 2006
  - Finalista: 2003, 2008
- Copa da Liga Francesa
  - Vencedor: 2008

Com o OGC Nice:
- Campeão da França D2: 1994

Com o Asse:
- Campeão da França D2: 1999

Com o OM:
- Vice-Campeão da França D2: 1996